# Gärds Härads järnväg
Gärds Härads järnväg, även kallad Gärdsbanan, var en av Skånes fem ångspårvägar. 
Banan byggdes 1881 mellan Karpalund, som var anslutningsstation på järnvägen mellan Kristianstad och Hässleholm (CHJ=Christianstad Hessleholms Järnvägsaktiebolag) och slutstationen i söder, Degeberga över Skepparslöv, Tollarp och Everöd med en längd av 30,4 kilometer. Linjen öppnades för allmän trafik den 6 december 1881. Redan två år senare tillkom linjen Everöd–Åhus. Banans signatur blev "GJ" för att inte förväxlas med "CHJ", då man menade att GHJ skulle kunna läsas fel. Att sedan Gotlands järnväg hade samma signatur verkade inte vara något problem.
Gärdsbanan byggdes i form av en ångspårväg, en lättare form av järnväg, där man anlade banöverbyggnaden i klen form och med räler av klenare typ. Hastigheten på en ångspårväg var således inte särskilt hög. På Gärdsbanan tilläts inte fordonen gå fortare än 20 km/h den första tiden. Fordonen utgjordes av två ångvagnar, fordon som kan liknas vid 1900-talets motorvagnar, fast ångdrivna. Gärdsbanans ångvagnar byggdes av Vognfabrikken Scandia i Randers efter William Robert Rowans utexperimenterade "dampsporvej" som först blev byggd i form av Randers–Hadsund Jernbane och Gribskovbanen. Hela Gärdsbanan byggdes efter Rowans koncept.

## Ångspårvägsidén - en klenare bana

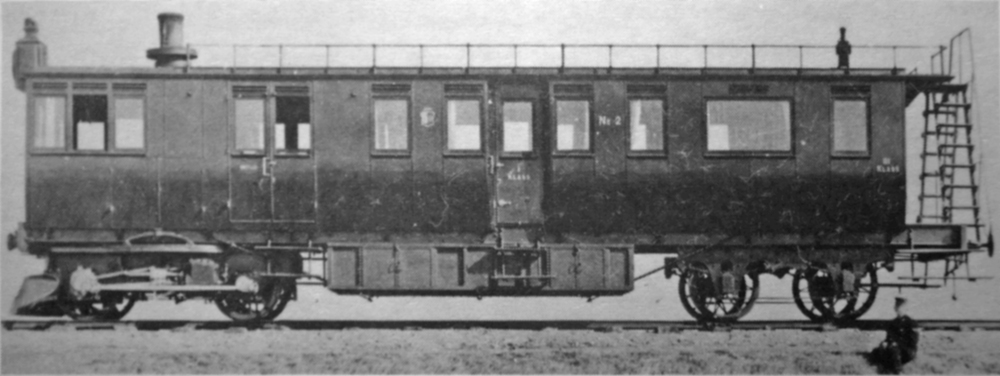
Ångvagn vid GJ

Ångspårvägens enligt Rowans koncept gick ut på besparingar genom enklare utrustning av banan och sammanförande av flera uppgifter på varje tjänsteställe. Mellanstationerna förestods av banvakter och biljettförsäljning och godsexpediering utfördes av tågpersonalen. Ångvagnen hade en förare men eldningen fick utföras av konduktören i mån av tid. Ångspårvagnen hade koppelkrokar och kunde således ta med sig någon eller några lättare godsvagnar. Ångvagnarna hade en takvåning som sommartid fick ett tygtak som solskydd under vilket man kunde montera bänkar. I övrigt innehöll en ångvagn förutom maskinrum, post- och resgodskupé, 1:a klass- och 3:e-klasskupéer. Under golvet fanns lådor för resgods.
Stationerna utfördes på samma besparande sätt där man inhyste både expeditionslokaler och bostadsytrymme under samma tak. Samtliga stationer använde samma ritning för sitt utförande undantaget Degeberga, som fick ett kombinerat lok- och ångvagnsstall tillsammans med stationen. Linjen Everöd - Åhus fick standardiserade hus i ett delvis annat utförande. Unikt för Gärdsbanan är stationshusens läge med gaveln riktad mot banan i stället för långsidan. 
För att kunna vända ångvagnarna byggdes triangelspår i Skepparslöv, Degeberga och Åhus.
För ren godstrafik, och även som reservkraft, beställdes ett mindre ånglok som fick namnet "Gärds".

## Rullande materiel
- Ett lok tillverkat av Nydqvist & Holm  - "Gärds"
- Två ångvagnar tillverkade av Scandia efter Nydqvist & Holms beställning, där maskinboggierna tillverkades av Nydqvist & Holm
- Två reservpersonvagnar tillverkade av Aktiebolaget Atlas
- 20 godsvagnar av olika typ tillverkade av Aktiebolaget Atlas

Ångvagnarna blev efter lätena på sina respektive ångvisslor kallade "Mickel" och "Tjuren".

## Banan

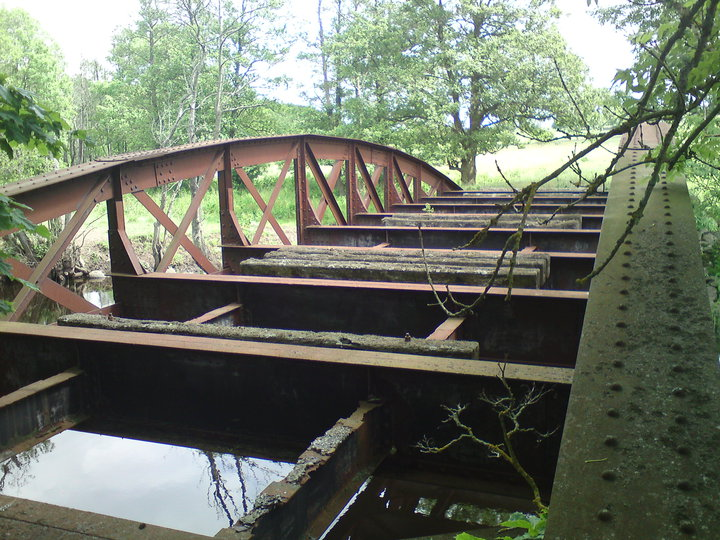
Järnvägsbron över Vramsån

Spåret var konstruerat på samma sätt som vid en vanlig järnväg, med rälerna anbringade ovanpå slipers i vanlig grus. De danska motsvarande ångspårvägarna nyttjade så kallade pottespor eller grydespor, där rälerna låg på järngrytor förbundna med järnstänger, dels av räler anbringade på längsgående slipers på banvallen . Rälsvikten var 14,3 kg/m. Farten var satt till 20 km/h beroende dels på den klena överbyggnaden men även på att man genom den låga farten kunde undvika stängseltvånget, som normala järnvägar drabbades av - man ville skydda omgivningen mot järnvägsdriften. Därför införde man så kallade kotrummor för passage mellan olika ängar då banan drogs rakt över åker och äng. Det hände någon gång att tåget krockade med en tjur och spårade ur. 
Dock hade man underskattat trafikarbetet på banan och ganska snart uppgraderades banan efterhand till att bli en fullvärdig järnväg.
Redan 1884 kördes ångvagnen "Tjuren" sönder och fick maskindelen urtagen och blev således nedklassad till personvagn.
För att klara trafiken beställdes ångloken "Åhus" och "R. Hamilton" och fler vagnar. Trafiken bestod av frakter för brännerierna i trakten, djur till slakterier, kalk från Maltesholms kalkbrott, kol med mera). Biljettförsäljningen och godsexpedieringen överfördes till stationerna på grund av det ökande trafikarbetet. Större godsvagnar beställdes. För att klara de större tågen och kravet på högre hastighet medförde att man på 1890-talet började förstärka och räta ut banvallen, lägga in kraftigare skenor och anordna tidsenliga signaler på stationerna. Flera stationshus ersattes med nya, större byggnader. År 1900 var rälsen utbytt till rälsvikter på 22,3 och 25 kg/meter.
Ångvagnen "Mickel" överlevde dock fram till 1920-talet då den blev ombyggd till vanlig vagn.

## Expansion

### Hästveda–Karpalunds Järnväg
Som en förlängning norrut av Gärds Härads Järnväg byggdes 1886 Hästveda–Karpalunds Järnväg, på initiativ av bland andra greve Raoul Hamilton.

### Östra Skånes Järnvägar
Sedan järnvägen Eslöv-Hörby öppnats för allmän trafik 1897 blev sammanslagningen av de samverkande järnvägarna till ett mera rationellt storföretag en given följd, och 1898 uppgick Gärdsbanan med flera järnvägar i det nybildade Östra Skånes Järnvägar (ÖSJ).
ÖSJ satte igång att modernisera och komplettera linjenätet med bland annat linjen Skepparslöv-Långebro.
Gärdsbanans ursprungliga epok var därmed över. De viktigare bandelarna inlemmades i ÖSJ:s fjärrlinjer. Ändstationen i Degeberga försvann genom rivning av den 1900 nerbrunna kombinerade lokstall- och stationsbyggnaden. 
Sträckan Tollarp-Everöd-Åhus, över vilken Maltesholms cementfabriks gods och hamnfrakterna från ÖSJ-nätet fördes, blev en bandel som i flera avseenden bibehöll den gamla prägeln, särskilt innan bron över Helge å vid Härnestad byggdes om.

## Nedläggning
Under 1920- och 30-talen drabbades järnvägarna svårt ekonomiskt av lågkonjunkturen. Särskilt ÖSJ drabbades av att Maltesholms cementfabrik lades ned. Trafiken mellan Maltesholm och Åhus hamn drabbades därmed av detta bortfall, som kan ses som slutet för bandelen mot Åhus när sedan 1936 hela ÖSJ köptes upp av konkurrenten CHJ (läs Kristianstad-Hässleholmsbanorna då det ursprungliga CHJ även expanderat genom uppköp av mindre banor) som rationaliserade bort obehövliga sträckor. 
Linjen Tollarp - Åhus lades ned den 30 juni 1936. Större delen av spåren revs upp men delar bevarades för godstrafik såsom bandelen till Östra Vrams bränneri.
1944 förstatligades CHJ och därmed kom de delar av Gärdsbanan som fortfarande existerade att komma under statens ägo. Skepparslöv-Tollarp trafikerades fullt ut till 1961 och med godståg till 1967, då hela Långebro-Eslöv revs upp och orter som Tollarp, Linderöd och Hörby blev utan järnväg.
Linjen Everöd-Degeberga hade trafik kvar fram till 1972, då persontrafiken försvann. Godståg fortfor att trafikera sträckan fram till slutet av 1980-talet. Hela sträckan Långebro-Maglehem i vilken denna ingick revs slutligen upp 2000.
Fortfarande (2010) kan man finna rester kring banan i form av bron vid Östra Vram, stationshusen och banvallen är i stora delar intakt i de partier där inte jordbruket låtit ta bort banan för att vinna mark. Fundamenten till den förgäves ombyggda järnvägsbron finns invid Härnestad. Genom golfbanan i Åhus kan man skönja banvallens sträckning och i Åhus finns Gärdsbanans stationshus kvar inbyggt i en större byggnad. Tyvärr försvann Gärdsbanans lokstall 2008 i och med rivning för att dra fram en ny väggenomfart till hamnen i Åhus.
Rester av Härnestadsbron återfanns i form av balkar till en fordonsinspektionsgrav invid Kristianstads lokstallar under 1990-talet. Maskindelar till ångvagnarna har återfunnits i form av barlast till tenderplogar, vilka har städats under 1990-talet.